# 曾幾何時的Merry Christmas
〈曾幾何時的Merry Christmas〉（日语： Itsuka no Meriikurisumasu）是日本音樂組合B'z的歌曲。

## 概要
首個發行音源是收錄於1992年12月9日發行的迷你專輯『FRIENDS』中的樂曲。收錄於單曲中未刪減的版本成為了經典聖誕歌曲，亦是在B'z作品中的人氣樂曲之一。被高頻率收錄於B'z的精選輯中，並伴隨著如同後述記載，製作了多種版本。
成員對於本曲，松本表示「即便是在數首B'z的抒情曲當中亦是旋律與歌詞擁有出色的平衡感，令人特別鍾意的1曲」，稻葉表示「由於是『FRIENDS』這張概念專輯中的樂曲，因此亦非常注意故事情節地作詞了」「沒想到能成為被大家如此青睞的歌曲」。

## 人氣
除了在決定B'z精選輯『B'z The Best "Treasure"』（1998年9月20日發售）收錄曲之際的粉絲票選登榜第6位以外，在TBS系『COUNT DOWN TV』民意調查「聖誕節最想聽的歌曲」（クリスマスに聴きたい歌），截至1997年至2006年，9年連續獲得第1位（2007年第2位、2011年第2位）。在朝日電視台系『MUSIC STATION』的點播排行榜上亦頻繁登場，同時經常有藝人在自身最喜愛的樂曲中舉出這首歌曲。在東京電視台系『JAPAN COUNTDOWN』的「聖誕歌曲選拔賽」則當選為「自發表以來長期備受青睞的聖誕歌曲」「聖誕節經典歌曲中屈指可數的抒情曲」。
在卡拉OK亦擁有高人氣，根據第一興商調查「聖誕歌曲歷代卡拉OK點播量排行榜」（調查期間：1994年1月〜2012年12月15日），本樂曲獲得了第1位。節目內解說為「在廣泛世代的男女間很有人氣」「被不限於聖誕節歌唱」。
在2011年更有後述的商業搭配，根據RecoChoku調查「手機全曲鈴聲綜合排行榜」於11月29日以第89位首次登場。之後，同榜12月6日第30位、12月13日第11位，以此順位晉升排名，同榜12月20日第8位是樂曲發表後的第20年，成為首次進入TOP10。時至今日，聖誕節期間亦可在iTunes Store等PC上架平台見到重新上浮的現象。
由日本唱片協會通過2011年1月度手機歌曲鈴聲授予了金認證，通過2012年1月度手機全曲鈴聲授予了白金認證。

## 製作人員
- 松本孝弘：吉他
- 稻葉浩志：主唱
- 明石昌夫：貝斯、Manipulator（日语：マニピュレーター）
- 田中一光：爵士鼓
- 古川真一：和聲

## 商業搭配
- 東寶系電影『三天兩夜（日语：恋は舞い降りた。）』插入曲
- TBS系『戀愛觀察室!（日语：恋するハニカミ!）』主題曲
- 富士電視台系『すぽると!（日语：すぽると!）』片頭曲
- 百事可樂「Pepsi NEX」Xmas Lover篇 廣告曲

## 不同版本
（曾幾何時的Merry Christmas）
- 編曲：松本孝弘・明石昌夫

普通版本。
（曾幾何時的Merry Christmas (Reprise)）
由鋼琴所演奏的器樂曲版本。
（曾幾何時的Merry Christmas (TV STYLE)）
從普通版本抽除人聲，所謂的Off Vocal Version。
（曾幾何時的Merry Christmas） (『The Ballads 〜Love & B'z〜』的Bonus Track)
- 編曲：松本孝弘・稻葉浩志・德永曉人[來源請求]

比原曲有更多的電腦編曲聲，爵士鼓亦換成了電子鼓，以流行樂製作完成。刪減掉前奏的音樂盒，用電腦編曲取代以原聲吉他作為主體的前奏，亦重新錄製了人聲。電腦編曲聲始終貫穿於前奏至副歌。正式標題因未公佈故不明。
（曾幾何時的Merry Christmas New ver.）
在「戀愛觀察室!」於2004年10月15日起ON-AIR，為本節目專用混音版本。編曲與普通版本無大變更，但亦重新錄製了人聲。截至2004年11月6日至12月25日，在BEING GIZA STUDIO內期間限定上架。尚未CD化。
（曾幾何時的Merry Christmas Unplugged ver.）
在「戀愛觀察室!」於2004年12月3日起ON-AIR，為本節目專用混音版本。自2004年12月4日起，在BEING GIZA STUDIO內期間限定上架。之後經過重新編曲，作為音源化。
（曾幾何時的Merry Christmas〜「戀愛觀察室!」版本〜）
- 編曲：松本孝弘・稻葉浩志・德永曉人

將「いつかのメリークリスマス アンプラグド ver.」重新編曲後收錄的樂曲。排除掉爵士鼓，追加雪鈴伴奏。成為了比普通版本更加淡雅的編曲。
 （曾幾何時的Merry Christmas）(『House Of Strings (專輯)』)
將松本的吉他作為主旋律，由小提琴（第一小提琴 6名、第二小提琴 4名）、笛、短笛、雙簧管、單簧管、大提琴、中提琴、豎琴、鋼琴、低音提琴、定音鼓、連續擊鼓聲這樣的管弦樂團編制而成所演奏的器樂曲。
在松本的專輯『Strings Of My Soul』（初回限定盤）的特典DVD中收錄了同曲的MUSIC VIDEO，並根據歌詞內容登場了一把舊椅子。

## 演奏披露

### CM
2011年播放的百事可樂CM，採用了僅副歌部分有B'z成員演奏「いつかのメリークリスマス」的場面。
在拍攝CM時，成員實際演奏了本樂曲，但CM使用的是錄音室音源。

### 電視節目
在音樂節目上演奏為以下4次。
- 1994年12月2日 - 朝日電視台系『MUSIC STATION』
支援樂手　鍵盤手：增田隆宣　鼓手：田中一光　貝斯手：明石昌夫
當時，由於未曾在演唱會上披露過，所以此電視出演是本樂曲的首次披露，結尾比CD音源要來得短。
與「MOTEL」2曲連續演奏。
- 2002年12月18日 - 日本電視台系『1億3000万人が選ぶ!ベストアーティスト2002（日语：1億3000万人が選ぶ!ベストアーティスト）』
支援樂手　鍵盤手：增田隆宣　鼓手：山木秀夫（日语：山木秀夫）　貝斯手：吉田建（日语：吉田建）
結尾亦演奏了CD音源的淡出部分。
- 2005年12月23日 - 朝日電視台系『MUSIC STATION SPECIAL SUPERLIVE』
支援樂手　鍵盤手：增田隆宣　鼓手：山口昌人（日语：山口昌人）　貝斯手：德永曉人
刪減掉了第二節，與1994年演奏時同樣結尾比CD音源要來得短。
與「OCEAN」2曲連續演奏。
- 2017年12月25日 - TBS系『CDTVスペシャル！クリスマス音楽祭2017』
支援樂手　鼓手：Shane Gaalaas（日语：シェーン・ガラース）　貝斯手：Barry Sparks（日语：バリー・スパークス）
僅此時未刪減掉前奏的音樂盒，但播放的是與CD音源不同的音樂盒聲。
與2002年演奏時同樣，結尾亦演奏了CD音源的淡出部分。
與「Still Alive」被共同演奏[10]。

### 演唱會
因B'z的巡迴演唱會以夏季場為中心舉行，要多於冬季舉行，故不常在演唱會上演奏此曲。過去演奏過的公演，是僅在The 9th Blues巡演（1994年）、BIG MACHINE巡演（2003年）、C'mon巡演（2011年）、LIVE DINOSAUR巡演（2017年）的各個聖誕節期間演奏。在B'z的影像作品中，則是於『B'z LIVE-GYM 2011 -C'mon-』中被首次收錄。
演奏披露過的公演如下所示。
B'z LIVE-GYM '94 "The 9th Blues"
- 1994年12月24日（月寒グリーンドーム）

SECRET GIG　"Merry Xmas メリーさんの羊が一匹・聖しこの夜"
- 1994年12月25日（札幌ペニーレーン24）

B'z LIVE-GYM 2003 "BIG MACHINE"
- 2003年12月20日（札幌巨蛋）
- 2003年12月24,25日（東京巨蛋）

B'z LIVE-GYM 2011 -C'mon-
- 2011年12月4日（福岡巨蛋）
- 2011年12月10,11日（名古屋巨蛋）
- 2011年12月15,17,18日（京瓷巨蛋大阪）
- 2011年12月22,24,25日（東京巨蛋）

B'z LIVE-GYM 2017-2018 "LIVE DINOSAUR"
- 2017年12月14,16,17日（北海道立総合体育センター 北海きたえーる）
- 2017年12月23,24日（福岡巨蛋）

## 收錄專輯
『FRIENDS』（1992年12月9日）
在曲目2中收錄了普通版本、在曲目8中收錄了。
『B'z TV STYLE II Songless Version』（1995年12月20日）
在曲目15中收錄了。
『B'z The Best "Treasure"』（1998年9月20日）
在曲目13中收錄了經過數位修復的普通版本。在決定收錄曲之際，因獲得粉絲票選第6位而收錄。
『The Ballads 〜Love & B'z〜』（2002年12月11日）
在曲目1中收錄了普通版本，當最後一個音軌「SNOW」結束後，數秒間會響起另外改編版本。
『House Of Strings』（2004年11月24日）
收錄於松本孝弘SOLO作品『House Of Strings』中的曲目2，由松本與東京都交響樂團合作的的器樂曲。
『B'z The Best "Pleasure II"』（2005年11月30日）
在曲目6中收錄了成為『戀愛觀察室!』主題曲的新版本。
『B'z The Best "ULTRA Pleasure"』（2008年6月18日）
在曲目7中收錄了經過數位修復的普通版本。

## 由其他藝人翻唱
官方發行音源收錄於下列專輯。
CD
- LUVandSOUL（日语：LUVandSOUL） - 『LUVandCHRISTMAS』（1998年11月1日）
- Eric Martin（Mr. Big） - 『MR.VOCALIST X'MAS』（2009年11月11日）『Mr.vocalist Best』（2011年4月6日）[11]

數位上架
- Mayu Bingo - 『Everlasting Christmas Tunes』（2007年12月5日）
- INSPi（日语：INSPi） - 『A Cappella X'mas』（2008年11月28日）

此外，在電視節目或廣播電台上翻唱過的藝人有aiko、安室奈美恵、Gackt、濱崎步、矢口真里、吉岡聖惠（生物股長）、TAKAHIRO（EXILE）、伴都美子（Do As Infinity）、鬼龍院翔（Golden Bomber)、川畑要、THE RAMPAGE from EXILE TRIBE等人。
在演唱會上，則有第3期WANDS前任成員松元治郎（舊：和久二郎）、平井堅、奥華子、MAY'S、Daisy×Daisy、朴政珉、UVERworld等人亦翻唱過本曲。

## 腳註

### 出典
1. ↑  . Billboard JAPAN. 阪神コンテンツリンク. 2012-01-02  [2020-07-13]. （原始内容存档于2020-07-17）.
2. 1 2   56. B'z Party. 2002-12.
3. ↑  . MRM. 2013: 237.
4. ↑  . 日本電視台.   [2012-12-24]. （原始内容存档于2019-08-23）.
5. ↑   . 日本唱片協會. 2011-12-20  [2011-12-22]. （原始内容存档于2011-12-06）.
6. ↑  . Musicman-net (F.B.Communications株式會社). 2011-12-16  [2011-12-22]. （原始内容存档于2016-03-04）.
7. ↑  . Musicman-net (F.B.Communications株式會社). 2011-12-22  [2011-12-22]. （原始内容存档于2016-03-04）.
8. ↑  . The Record (日本唱片協會). 2011-03, (616): 14  [2020-07-17]. （原始内容存档于2020-09-23）.
9. ↑  . The Record (日本唱片協會). 2012-03, (628): 14  [2020-07-17]. （原始内容存档于2020-07-12）.
10. ↑  . Real Sound. 2017-12-11  [2019-09-23]. （原始内容存档于2019-09-23）.
11. ↑  . BARKS (JAPAN MUSIC NETWORK株式會社). 2009-11-08  [2019-09-23]. （原始内容存档于2015-03-29）.
12. ↑  . K-PLAZA. 2019-12-11  [2019-12-25]. （原始内容存档于2020-09-24）.
13. ↑  安保一生（日语：安保一生） [@Issei_Ambo].  (推文). 2012-12-04  [2019-09-23] –Twitter.
14. ↑  .   [2017-12-14]. （原始内容存档于2019-09-11）.
15. ↑  . Billboard JAPAN (阪神コンテンツリンク). 2012-12-26  [2019-09-23]. （原始内容存档于2019-09-23）.
16. ↑  集会のお話(・∀・)その１ （页面存档备份，存于）（2009年12月27日） - デイジーデイジーMiKAオフィシャルブログ Powered by Ameba . 2019年9月23日閱覽